# Анапа (лінійний корабель, 1829)
«Анапа» — 84-гарматний вітрильний лінійний корабель типу «Імператриця Марія» Чорноморського флоту Російської імперії.

## Опис
Один із трьох вітрильних лінійних кораблів типу «Імператриця Марія», що будувалися за кресленнями адмірала О. С. Грейга в Миколаєві в період з 1826 по 1829 роки. Довжина корабля становила 59,74 метра, ширина — 15,72 метра, осадка — 6,1 метра, глибина інтрюму — 5,9 метра.
Хоча кораблі цього типу належали до кораблів 84-гарматного рангу, вони мали більшу кількість гармат. Так, на «Анапі» їх число сягало 108 одиниць. Озброєння «Анапи» складалося з двадцяти восьми 36-фунтових довгоствольних гармат і чотирьох 1-пудових єдинорогів на нижній палубі. На верхній палубі розміщувалися тридцять дві 24-фунтові гармати. Ще двадцять шість 24-фунтових і шість 12-фунтових карронад знаходилися на баці і чвертьпалубі.
Корабель назвали на честь захоплення 12 червня 1828 року турецької фортеці Анапа ескадрою адмірала О. С. Грейга. Корабель був другим із двох вітрильних лінійних кораблів російського флоту, що носили це ім'я.

## Історія
Закладений у Миколаєві на стапелі Спаського адміралтейства 22 липня 1828 року за підрядом О. О. Перовського, сума якого склала 1 069 775 російських рублів. Головний будівник — генерал-майор корпусу корабельних інженерів М. І. Суровцов, в добудові корабля брав участь капітан корпусу корабельних інженерів І. Д. Воробйов. Після спуску на воду 7 вересня 1829 року, у наступному році перейшов до Севастополя і увійшов до складу Чорноморського флоту Російської імперії.
Під час військових кампаній Російської імперії 1831 і 1832 років у складі ескадр кораблів Чорноморського флоту брав участь у практичних і крейсерських плаваннях у Чорному морі.
У кампанію 1833 року в складі ескадри під загальним командуванням контрадмірала М. П. Лазарєва брав участь в експедиції Чорноморського флоту на Босфор. 2 лютого 1833 року лютого кораблі ескадри залишили Севастополь і до 8 лютого прибули в Буюк-дере. 28 червня на кораблі були завантажені війська й ескадра вийшла з протоки Босфор назад у Чорне море. Висадивши війська у Феодосії до 22 липня кораблі ескадри повернулися до Севастополя. У кампанію того ж року корабель також виходив у крейсерське плавання в Чорне море. Під час експедиції командир корабля, Г. І. Немтінов був нагороджений турецькою золотою медаллю.
У 1834, 1835 і 1837 роках знову перебував у плаваннях у Чорному морі в складі практичних ескадр, а в кампанію 1837 року в березні та квітні також у складі ескадри брав участь у перевезенні 13-ї дивізії з Одеси до Севастополя. У 1838 році в черговий раз перебував у практичному плаванні в складі ескадри.

### Кавказька війна
У складі ескадри віцеадмірала М. П. Лазарєва брав участь у створенні Кавказької укріпленої берегової лінії. 10 і 22 травня 1840 року висаджував десанти для захоплення Вельяміновського і Лазаревського фортів, раніше завойованих кавказцями.
Кампанії з 1841 по 1844 рік корабель провів у практичних і крейсерських плаваннях у Чорному морі. У 1845 році лінійний корабель «Анапа» був відрахований до порту, а після закінчення служби в 1850 році — розібраний.

## Командири
- С. М. Михайлі (1830—1832);
- Г. І. Немтінов (1833—1835);
- П. І. Щербачов (1836—1844).